# Itapema (kommun)
Itapema är en kommun i Brasilien.   Den ligger i delstaten Santa Catarina, i den södra delen av landet, 1 300 km söder om huvudstaden Brasília. Antalet invånare är 45 814. Arean är 59 kvadratkilometer.
Terrängen i Itapema är kuperad åt nordväst, men åt sydost är den platt.
Följande samhällen finns i Itapema:
- Itapema

Runt Itapema är det ganska tätbefolkat, med 144 invånare per kvadratkilometer.